# Ernst Badstübner
Ernst Badstübner, né en 1931 à Stettin, est un historien d'architecture et d'art allemand. Il est l'auteur de nombreux ouvrages spécialisés.

## Biographie
Après des études d'archéologie et d'histoire de l'art à l'université Humboldt de Berlin, Badstübner travaille au sein du service d'histoire de l'art de l'Académie des sciences de la RDA fondé par Richard Hamann en 1953 et dirigé par Edgar Lehmann. Il y obtient son doctorat en 1961. Après la dissolution de cet institut, il travaille désormais au service central de recherche scientifique de l'institut de protection des monuments historiques auprès du ministère de la culture de la République démocratique allemande. Il passe l'agrégation en 1988.
Après la dissolution de l'institut de protection des monuments historiques, Badstübner est nommé commandant du Château de Wartbourg par la fondation Wartburg (de). En 1994, il est nommé professeur à la chaire d'histoire de l'art médiéval à l'institut Caspar-David-Friedrich de l'université de Greifswald qu'il occupa jusqu'à la fin de sa carrière universitaire.
Badstübner a publié des travaux éminents sur l'architecture médiévale de l'Europe centrale, en particulier sur les édifices de culte en Thuringe et de la Marche de Brandebourg. Il est président d'honneur de la Wartburg-Gesellschaft zur Erforschung von Burgen und Schlössern (société du château de Wartbourg pour l'étude des châteaux et des châteaux forts).

## Œuvre scientifique (sélection)

### Publication en français
- Quelque chose sur les églises de village. In: Hans W. Mende. Photographies du roman pur. Les églises du Monpaziérois. Monpazier : Cahiers de la Galerie M., 2006, pp. 29–33.

### Livres en allemand
- Baugestalt und Bildfunktion : Texte zur Architektur- und Kunstgeschichte. Hrsg. von Tobias Kunz und Dirk Schumann. Lukas Verlag Berlin, Erstausg., 1. Aufl. 2006, 336 S. ("Configuration du bâti et fonction de l'image: textes sur l'histoire de l'architecture et de l'art")
- Zisterzienserkirchen im nördlichen Mitteleuropa. Hirnsstorff Verlag Rostock, 2005, 142 S. ("Églises des cisterciens en Europe centrale septentrionale")
- Das alte Mühlhausen : Kunstgeschichte einer mittelalterlichen Stadt. Koehler u. Amelang, Leipzig, 1989, 205 S. ("La vieille Mühlhausen (Thuringe) : histoire d'une ville médiévale")
- Kirchen der Mönche : die Baukunst der Reformorden im Mittelalter. Union Verlag Berlin, Erstausg., 1.Aufl. 1980, 294 S. ("Les églises des moines: l'architecture des ordres réformés du Moyen Âge")